# José Antonio Jiménez Comín
José Antonio Jiménez Comín né à Ariño municipalité de la province de Teruel, en Aragón (Espagne) en 1935, est un prêtre espagnol et guérillero de l'Armée de libération nationale (Colombie), mort un an après avoir rejoint la guérilla lors d'une marche dans les montagnes de Colombie.

## Biographie
José Antonio Jiménez Comín prêtre élevé en milieu rural dans les années 50, travaille dans les bureaux des mines d'Ariño. En 1951, José Antonio entre au petit séminaire d'Alcorisa (Teruel), à l'âge de 16 ans. En 1955, il rencontre Domingo Laín et Manuel Pérez. Ensemble, en 1959 ils vont au grand séminaire de Saragosse pour étudier la philosophie. En 1965, tous trois sont ordonnés prêtres par le pape  Paul VI. José Antonio commence son travail pastoral dans les quartiers populaires de la capitale aragonaise. Les trois prêtres se rendent la même année en France, où ils continueront leurs prêtrises aux côtés des ouvriers immigrants espagnols ou exilés de la guerre. José Antonio est en formation  au Séminaire hispano-américain de Madrid, axé sur l’évangélisation dans le cadre d’une mission à l’étranger en se rendant en République Dominicaine.

### Guerillero
En octobre 1968, José Antonio Jiménez Comín et Manuel Pérez Martínez (guerrillero) sont expulsés de la République Dominicaine et rencontrent Domingo dans le quartier Ciénaga de la Virgen de Carthagène. À cause de la grande misère de la population, ils suivent et participent clandestinement au sein du groupe Golconda (Colombie) qui suit les idées de Camilo Torres Restrepo. José Antonio rejoint les rangs de l'ELN en 1969, et prend les armes. Le groupe Golconda est créé par les prêtres rouges de Colombie.
Expulsé de Colombie pour participation politique et affrontement avec l'Église, il contacte l'ELN à Madrid et en 1969, voyage jusqu'aux îles Canaries avec un faux passeport pour se rendre en Colombie,,,.
José Antonio Jiménez Comín meurt un an après avoir rejoint la guérilla lors d'une marche harassante dans les montagnes de Colombie.
« Il fut le premier des trois à mourir. Il est mort environ un an après que nous ayons été liés à la guérilla. Il mourut aux côtés de Yondó, Antioquia, près de la rivière Magdalena. Les compagnons, au nombre de sept environ, s'étaient rendus devant une commission, dont lui, José Antonio. C'était aussi l'une des premières fois qu'il partait en opération. Alors qu'ils marchaient depuis plusieurs heures, José Antonio se sentit mal. La marche s'est arrêtée et le compagnon a commencé à errer, comme avec un vertige intense, et peu de temps après il est mort sur place. »
— témoignage de Manuel Pérez, https://movimientojaimebatemancayon.blogspot.com/search/label/colombia/